# Derkacziwka
Derkacziwka (ukr. Деркачівка) – wieś na Ukrainie, w obwodzie sumskim, w rejonie romeńskim, w hromadzie Wilszana. W 2001 liczyła 702 mieszkańców, spośród których 669 wskazało jako ojczysty język ukraiński, 20 rosyjski, a 13 węgierski.